# Pere de Mallorca
Pere de Mallorca (? - Batalla de Kortrijk al comtat de Flandes 1302 ?) fou infant de Mallorca.

## Orígens familiars
Fill del rei Jaume II de Mallorca i germà de Sanç I de Mallorca i Ferran de Mallorca, entre d'altres. Era net per línia paterna del comte-rei Jaume el Conqueridor i la princesa Violant d'Hongria. Es desconeix si era fill del matrimoni amb Esclarmonda de Foix ò d'una altra relació anterior. En tot cas, sabem que era un fill legítim ja que a la documentació se li dona tractament d'Infant.
Morí jove, possiblement igual que un altre germà seu anomenat Ferran. No sobrevisqué al pare Jaume II ja que no se'l menciona en el seu testament de l'any 1306 ni en un document anterior de l'any 1303.

## Ostatge del rei d'Aragó
Sent encara un nen, l'any 1285 Pere fou capturat pel seu oncle, el rei Pere II d'Aragó, junt amb la seva mare i els seus germans Ferran, Blanca, i possiblement també l'infant Sanç. El rei d'Aragó, enfrontat amb el seu germà Jaume II de Mallorca a causa de la seva aliança amb el rei de França i el papa durant la croada contra la corona d'Aragó, entrava a Perpinyà amb el pretexte d'entrevistar-se amb el seu germà Jaume, tot i que probablement pretenia acusar-lo públicament de traïció i fer-lo presoner. El rei de Mallorca va poder escapar, però va haver de deixar enrere la seva esposa i alguns dels seus fills.
Ostatge del rei d'Aragó (el seu oncle), Pere fou retingut durant un temps al Castell del Montgrí i traslladat posteriorment a Barcelona. Pel juliol de 1285, Pere II d'Aragó, que estava ultimant els detalls de l'expedició per confiscar Mallorca al seu germà, enviava una carta als prohoms de la universitat de l'illa per tal d'assegurar-se'n la fidelitat i col·laboració, al·legant que Jaume II de Mallorca havia comès un acte d'alta traïció contra ell i els seus subdits aliant-se amb els francesos. A la carta, el rei d'Aragó els confirma la seva bona voluntat envers a ells, i els comunica que els hi entregarà l'Infant Pere, fill del rei de Mallorca (possiblement com a garantia en cas que Jaume II i l'estol francès que intentés alguna expedició de càstig contra l'illa).
Dilectis et fidelibus militibus, probis hominibus et universitati civitatis et insule Maiorice. Fem-vos saber que, aprés que nós aguem ordonat de trametre a vós l'amat cavaller nostre en Berenguer de Vilalta ab les alt[re]s letres nostres que él vos porta, vengren a nós Arnau Torroella, cavaller, en Bernat Espanyol, en Guillem Espanyol, en Berenguer Xausit, carnicer, en Guillem de Rosanes, ferrer, en Michel Juneda, carnicer, en Jaume des Grau, notari, et en Guillem Morey, et ya sia cosa que no·ns aportassen carta ne letra segellada del segel dels jurats, dixeren-nos, de part de la universitat et del poble, paraules a les quales nós avem et aver devem crença et fe, així com a aquelles qui·s poden e·s deuen fer, les quals són de lealtat et de naturalea et de deute, et són mogudes de prohoms leals et naturals. Sobre les quales paraules nós aguem nostre tractament et feem ab es nostre ordonament, segons que per éls et per lo dit Berenguer de Vilalta porets ésser certificats. Et aquestes coses podem nós et devem mils creure que les letres que puix foren trameses a nós, segellades ab segel dels jurats et del batle et del veguer, per II frares de la orde de Penitènçia. Les quals letres vós trametem que les veyats, et siatscerts que per aquelles no menys creeguem a les paraules que·lsdits Arnau Torroella et altres prohoms nós avien dites de vostra part, ni·ns en mudam de l'enteniment et de l'ordonament que avíem feit ab es, ço és assaber, que·ls avem atorguat de liurar l'infant en Pere, nebot nostre, fill del rey de Mallorches, en aquella forma qu’éls vos diran. Et pregam que vós preservets et estiat(s) en vostra bona volentat et en cumplir a nós lo deute en què a nós sóts tenguts et obligats, que axí·ns en tenim per certs et per segurs, fiàn de vostra lealtat.
Data Barchinone kalendas iulii [MCCLXXXV].
Es desconeix si l'Infant Pere fou enviat finalment a Mallorca o en quina data es produí el seu alliberament. El seu germà Ferran, que devia ser molt petit, era alliberat pel mes d'octubre de 1285. La infanta Blanca era alliberada vers l'any 1289, després d'un captiveri de mes de quatre anys.

## Possible participació en la guerra de Flandes (1297-1302)

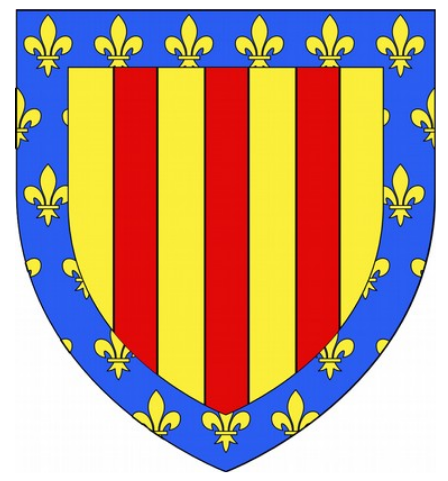
Escut del fill del rei de Mallorca descrit a "L'Armorial de l'Ost de Flandre" de 1297. L'escut podria pertànyer a l'Infant en Pere, que morí abans de l'any 1303.

L'any 1297, un fill del rei de Mallorca (possiblement l'Infant Pere) prenia part en la guerra que Felip el Bell portava a terme contra el comte de Flandes. Els comtes de Flandes havien portat una política per refermar la independència envers la corona francesa. Això provocà que Felip inicies una llarga campanya militar a la regió per tal de sotmetre els flamencs.
Aquest episodi, del tot desconegut o ignorat per la historiografia catalana, es recollit per nombroses cròniques franceses i flamenques. Tot i que les cròniques parlen de la participació i la mort del rei de Mallorca aguerra, sembla que es tractaria en realitat d'un fill seu, com es constata a la llista de l'exèrcit francès de 1297 descrita a L'Armorial de l'Ost de Flandres.
Segons es diu a distintes cròniques i altres documents de l'època, el fill del rei de Mallorca hauria estat present en els següents episodis:
El 20 de juliol de 1297, durant el setge de Lille fou capturat junt amb 300 cavallers, durant una sortida dels defensors per tal de rompre el setge. L'enfrontament tingué lloc al pont de Comines, davant una de les portes de la ciutat. Es desconeix quina sort va correr després de la seva captura, però sembla que fou alliberat en poc temps, ja que pel mes d'agost es trobava de nou al costat de Felip el Bell i la resta dels capitans de l'exèrcit.
L'agost de 1297 el fill del rei de Mallorca figura entre els principals nobles de l'exèrcit francès, recollit a L'Armorial de l'Ost de Flandre. Aleshores, hauria pres part en la batalla de Furnes que tenia lloc pocs dies després el 20 d'agost.
L'11 de juliol de 1302 participa a la batalla de Courtrai (coneguda com la Batalla dels Esperons d'Or) junt amb altres nobles del nord de França, Bèlgica i Holanda. La batalla suposà una desfeta estrepitosa per a la flor i nata de la cavalleria francesa i hi perderen la vida un gran nombre de nobles (fet poc habitual a l'època i que denota la crueltat exagerada de l'enfrontament), entre ells Robert d'Artois, Jacques de Châtillon, Raoul de Clermont i el seu germà Guy, Godefroy de Brabant ò Jean de Brienne. Entre els morts es conta també al rei de Mallorca, tot i que en realitat s'hauria d'haver tractat d'un fill seu, possiblement de l'Infant Pere .
La presència d'un príncep de la Casa de Mallorca a les osts del rei de França durant la guerra amb Flandes és un element força discordant (si més no, curiós). Gairebé la totalitat dels nobles i cavallers que integraven l'exercit eren senyors feudals de la regions properes, amb interessos i vincles familiars en ambdós bandols, com solia ser habitual en els conflictes de l'època. Així, hi trobem membres de les principals cases nobiliaries de la Picardia, Bretanya, Normandia, Borgonya i Lorena (regions situades al nord de l'actual estat francès) i un gran nombre de senyors feudals de l'actual Belgica, Holanda i Luxemburg.

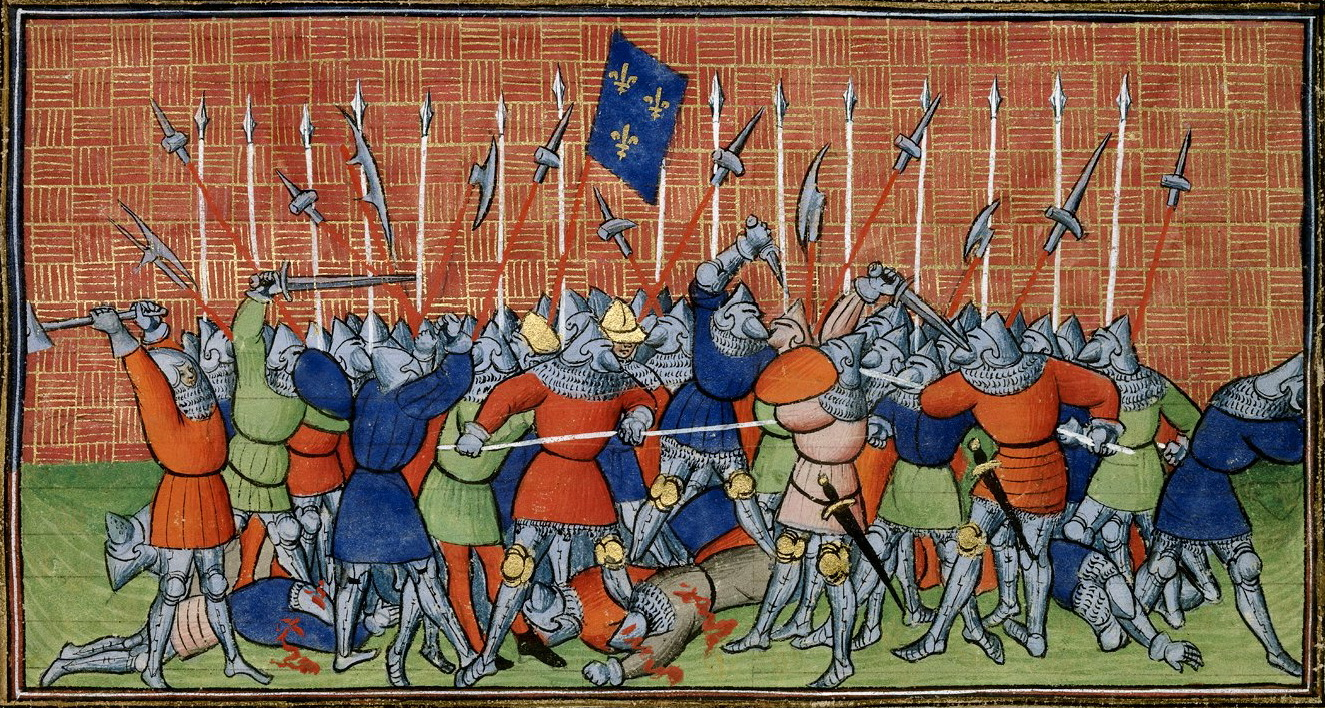
Batalla de Courtrai o dels Esperons d'Or en un gravat del.

Una possible explicació seria un cert projecte polític de Jaume II de Mallorca a la regió durant aquests anys. El rei de Mallorca podria haver intentat fer valdre certs drets que tenia al comtat de Namur i altres territoris de Flandes i Borgonya, drets que li venien per la herència de la seva mare, Violant d'Hongria-Courtenay. Prova d'això en són els distints projectes matrimonials que s'intentaren els anys 1271 amb Violant de Borgonya, comtesa de Nevers i 1298 amb Caterina de Courtenay.

## Mort i sepultura
Possiblement l'Infant Pere morí a la batalla de Kortrijk, l'11 de juliol de 1302 (i no el seu pare el rei de Mallorca). En tot cas, la data de la seva defunció seria anterior a l'any 1305, ja que no es mencionat ja en el testament del seu pare.

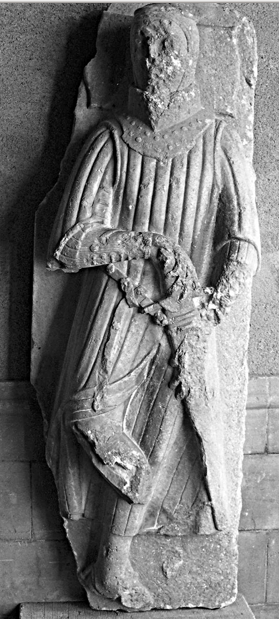
Losa funerària de principis de trobada al convent de Sant Francesc de Perpinyà. Atribuïda a un infant reial de la Casa de Mallorca per M. Durliart (que l'identifica amb l'infant Jaume), podria tractar-se en més aviat de la tomba de l'infant Pere.

Segons la tradició flamenca, hauria estat sepultat amb la resta de cavallers francesos a l'abadia de Groeninge, a Kortrijk (almenys de forma temporal després de la batalla). De totes formes, el més probable és que el cos fora traslladat a Perpinyà o a Montpeller. Al convent de Sant Francesc de Perpinyà es va trobar una losa funerària del principi del segle xiv (actualment conservada al Museu d'Història de la mateixa ciutat) on es representa l'efígie d'un cavaller armat amb les armes de la Casa de Mallorca a la sobrevesta, possiblement un infant reial. Alguns autors han suggerit es podria tractar de l'infant Jaume, abduint que aquest fou enterrat al convent de Sant Francesc. Tanmateix, és poc probable que l'Infant Jaume que visqué com a frare franciscà, es representes a la seva tomba com un cavaller armat. L'opció de que es tracti de l'infant Pere (possiblement mort en batalla), ò d'un altre germà anomenat Ferran, seria més plausible.